# 哈爾曼利市鎮

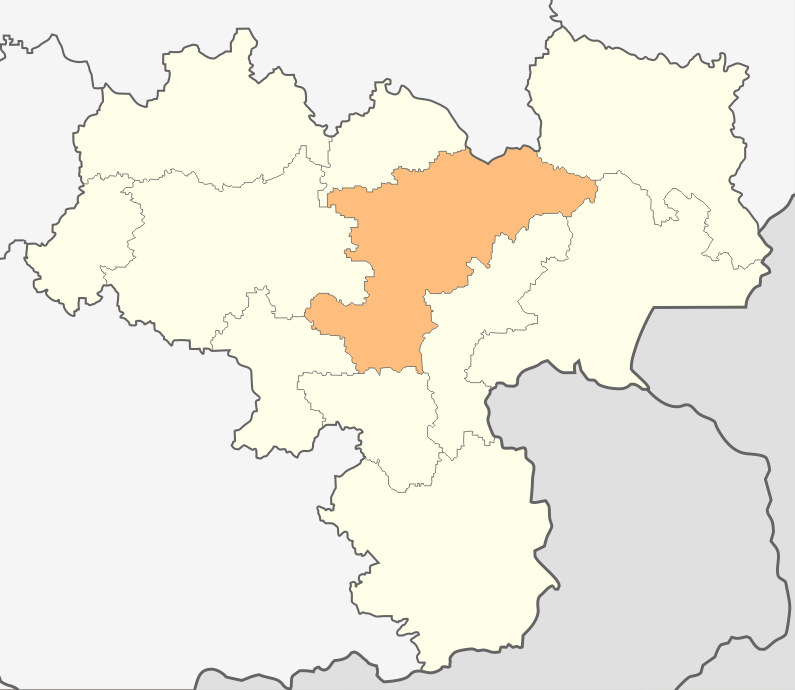

哈爾曼利市，是保加利亞的城鎮，位於該國南部，由哈斯科沃州負責管轄，首府設於哈爾曼利，面積695平方公里，2011年人口24,947，人口密度每平方公里35.9人。
41°56′N 25°54′E / 41.933°N 25.900°E